# Robert of Gloucester
Robert of Gloucester, Robert Fitzroy, 1st Earl of Gloucester, född före 1100, död 31 oktober 1147, var oäkta son till kung Henry I av England.
Robert kallades Rufus. Fitzroy är en anglisering av latinets Filius Regis, det vill säga kungens son. Robert var sannolikt den äldste av Henrys många illegitima barn, och föddes innan fadern tillträdde tronen den 5 augusti 1100. Det råder inte enighet om vem som var hans mor, det kan ha varit prinsessan Nesta, dotter till Rhys ap Tudor eller en dotter till Rainald Gay  från Hampton Gay i Oxfordshire eller någon annan kvinna från Oxfordshire. 
Hans far kontrakterade hans äktenskap med Mabel (eller Sibyl), dotter till Robert Fitzhamon, och äktenskapet ingicks i juni 1119. Vid faderns död i mars 1107 hade hon ärvt hon faderns stora jordagods i Normandie och Wales med slotten i Cardiff och Newport som centrala punkter och i Gloucestershire där slottet i Bristol senare byggdes av Robert.
År 1119 kämpade han på sin fars sida i slagen vid Brenneville och Bremule mot Ludvig VI av Frankrike. År 1121 blev han utnämnd till Earl of Gloucester.
År 1126 fick han ansvar för att hålla hertigen Robert av Normandie i fångenskap på slottet i Bristol. Fången fördes efter en tid till slottet i Cardiff. Robert var alltid lojal mot sin yngre halvsyster Matilda av England, som eftersom hon var legitimt barn till kung Henry skulle ärva kronan. År 1127 åtföljde han henne till Frankrike för hennes giftermål med Geoffrey av Anjou. 
Han var med vid faderns dödsbädd i Lions-la-Foret i början av december 1135. Till en början tycks han ha accepterat Stefan av Blois anspråk på den engelska kronan. Snart uppstod ett gräl och Stefan tog ifrån Robert hans jordagods. Robert tog då istället parti för Matilda och ledde ett uppror mot Stefan, som greps i februari 1141 under slaget vid Lincoln. Han följde Matilda till Winchester och London där hon uppträdde så arrogant att hon blev bortkörd och fick fly och när Robert skulle skydda henne föll han i händerna på Stefans anhängare. Så stort var hans inflytande att han fick sin frihet i utbyte mot att Stefan släpptes fri. Han hjälpte sedan Matilda genom att understödja hennes son Henrys anspråk på engelska tronen.
I Bristol lade han grunden till St James klosterkyrka där han också har sin grav.

## Barn
Robert och Mabel hade två barn
1. sonen William Fitz Robert, 2 nd Earl of Gloucester, född 23 Nov 1116, död 23 november 1183.
2. dottern Maud Fitz Robert de Caen född 1128 i Bristol, Gloucestershire, England, död 29 juli 1189.

## Bilder

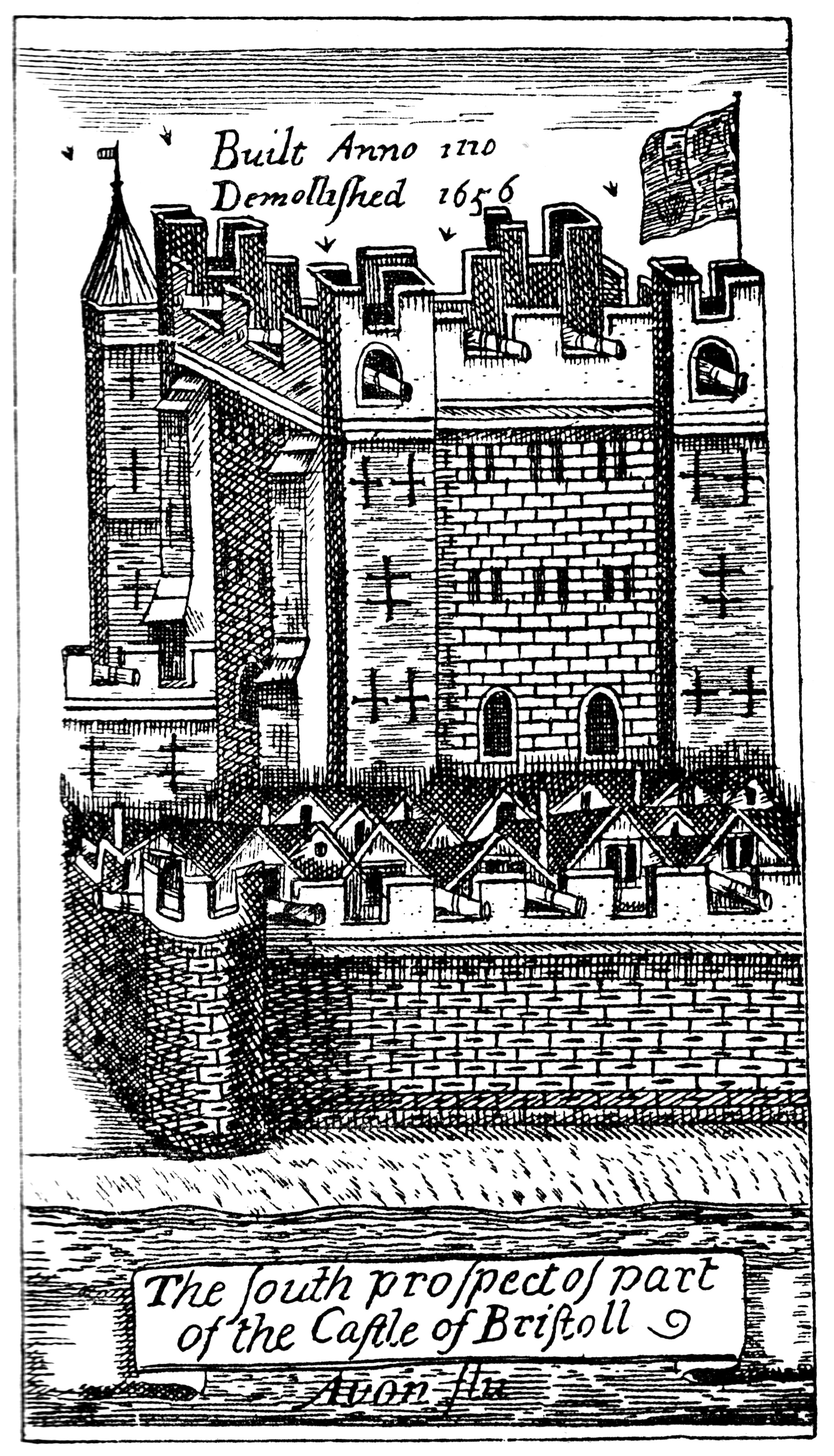
Bristol Castle 1673.
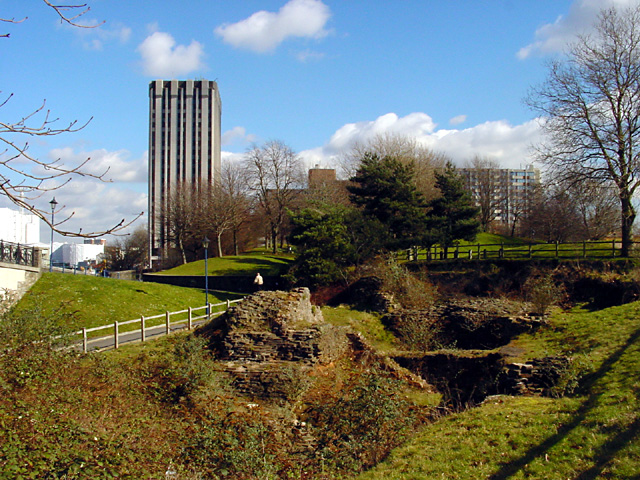
Återstående rester av Britol Castle idag.